# Ciechorajka
Ciechorajka (dawn. Cichorajka) – dawna wieś, od 1934 centralna część miasta Głowna obejmująca swym zasięgiem tereny nad Mrożycą w okolicy ulicy Piątkowskiej. Od wschodu graniczy z głowieńską starówką.

## Historia
Dawniej samodzielna miejscowość (kolonia). Od 1867 w gminie Bratoszewice. W okresie międzywojennym należało do powiatu brzezińskiego w woj. łódzkim. 16 września 1933 utworzono gromadę Cichorajka w granicach gminy Bratoszewice, składającą się z kolonii Cichorajka, kolonii Warchołów Nowy i stacji kolejowej Głowno. 
10 lipca 1934 Cichorajkę włączono do Głowna.